# Troféu Imprensa
Troféu Imprensa é uma cerimônia de premiação criada pelo jornalista Plácido Manaia Nunes — diretor da revista São Paulo na TV — em 1958, sendo atualmente transmitida pelo SBT. É a maior premiação da televisão brasileira.

## História
É a premiação brasileira mais antiga e considerada como uma das mais importantes do país. Com o fim da revista São Paulo na TV, Plácido vendeu os direitos do Troféu Imprensa ao apresentador e empresário Silvio Santos que, desde 1970, é o responsável pela organização, produção e apresentação do prêmio, transmitida anualmente pelo SBT. No dia 26 de fevereiro, em pleno domingo de carnaval o SBT enquadrou o Troféu Imprensa nos direitos autorais. Tal atitude foi para barrar os incidentes que sofria em suas produções com os direitos autorais.

## Categorias

### Categorias atuais[2]
- Melhor Cantor
- Melhor Cantora
- Melhor Conjunto Musical
- Melhor Dupla Sertaneja
- Melhor Reality
- Melhor Ator
- Melhor Atriz
- Melhor Novela
- Melhor Música
- Melhor Programa de Auditório
- Melhor Programa de TV
- Melhor Programa de Entrevistas
- Melhor Programa infantil
- Melhor Programa Humorístico
- Melhor Apresentador ou Animador de TV
- Melhor Apresentadora ou Animadora de TV
- Melhor Programa jornalístico
- Melhor Apresentador(a) de Telejornal
- Melhor Telejornal
- Melhor Comercial de TV
- Revelação do Ano

### Categorias extintas
- Melhor Locutor Esportivo
- Melhor Repórter

## Edições
A primeira edição do Troféu Imprensa ocorreu em 1958 por iniciativa de Plácido Manaia Nunes. No começo, quando ainda não era televisionado, a entrega do prêmio ocorreu no Teatro Municipal.
Ao longo da década de 1960, foi exibido pela TV Tupi, enquanto na década de 70 fez parte do Programa Silvio Santos, apresentado pelo animador Silvio Santos, na Rede Globo. Com a saída de Silvio Santos do canal em 1976, a premiação não foi realizada entre 1978 e 1980. Em 1981, foi retomada, e naquele ano foi a Record que a exibiu, uma vez que o canal tinha Silvio Santos como sócio. 
Desde 1982, por sua vez, passou a ser exibida pelo animador em seu próprio canal, ou seja, o Sistema Brasileiro de Televisão (SBT).
Em 2003, de forma inédita, foi exibida em duas partes, e em horário diferente do habitual, porém devido a questões judiciais que impediram a exibição do programa dominical Domingo Legal naquele período, a premiação foi exibida na íntegra em forma de reprise no fim de semana subsequente.
Em 2006, a premiação não foi exibida por conflitos de agenda de Silvio Santos e os jurados, e novamente em 2020 e 2021 por conta da pandemia de COVID-19. Em 2022, a premiação acontece pela primeira vez em uma quarta-feira.
Em 2023, a premiação novamente não acontece devido à reformulação do SBT após a ausência de Silvio Santos na apresentação de programas e operações do canal. Inicialmente, a cerimônia foi adiada para 2024 e teria a apresentação de Patrícia Abravanel, mas, devido à falta de tempo hábil para definir os indicados ao prêmio, especialmente para o Troféu Internet, o evento é mais uma vez adiado, agora passando para 2025. Em sua retomada após dois anos de seu quarto hiato, além de Patrícia, Celso Portiolli também foi confirmado como apresentador, com a premiação ganhando um novo formato. Além disso, o evento também passou a ser disponibilizado pelo Disney+, sendo outra grande novidade anunciada.

## Críticas
Desde que o Troféu Internet foi criado em 2001, a premiação vem sofrendo diversas críticas dos profissionais de televisão, pois até a 40º edição do Troféu Imprensa os três finalistas eram escolhidos internamente pela produção, porém, a partir da criação do Troféu Internet, os três mais votados no site do SBT e Portal MSN eram automaticamente indicados ao Troféu Imprensa, fazendo com que grande parte dos artistas que realmente mereciam ser indicados fossem ignorados, pois os fã-clubes mais dedicados acabam saindo em vantagem.